# 45-й истребительный авиационный полк
45-й истребительный авиационный полк — (45-й иап) — воинская часть Военно-Воздушных сил (ВВС) Вооружённых Сил РККА, принимавшая участие в боевых действиях Великой Отечественной войны.

## Наименования полка
- 45-й истребительный авиационный полк
- 45-й истребительный авиационный полк ПВО
- 100-й гвардейский истребительный авиационный полк
- 100-й гвардейский Ченстоховский истребительный авиационный полк
- 100-й гвардейский Ченстоховский ордена Александра Невского истребительный авиационный полк
- 100-й гвардейский Ченстоховский ордена Богдана Хмельницкого и Александра Невского истребительный авиационный полк
- 789-й гвардейский Ченстоховский орденов Богдана Хмельницкого и Александра Невского истребительный авиационный полк
- Полевая почта 49710

## Создание полка

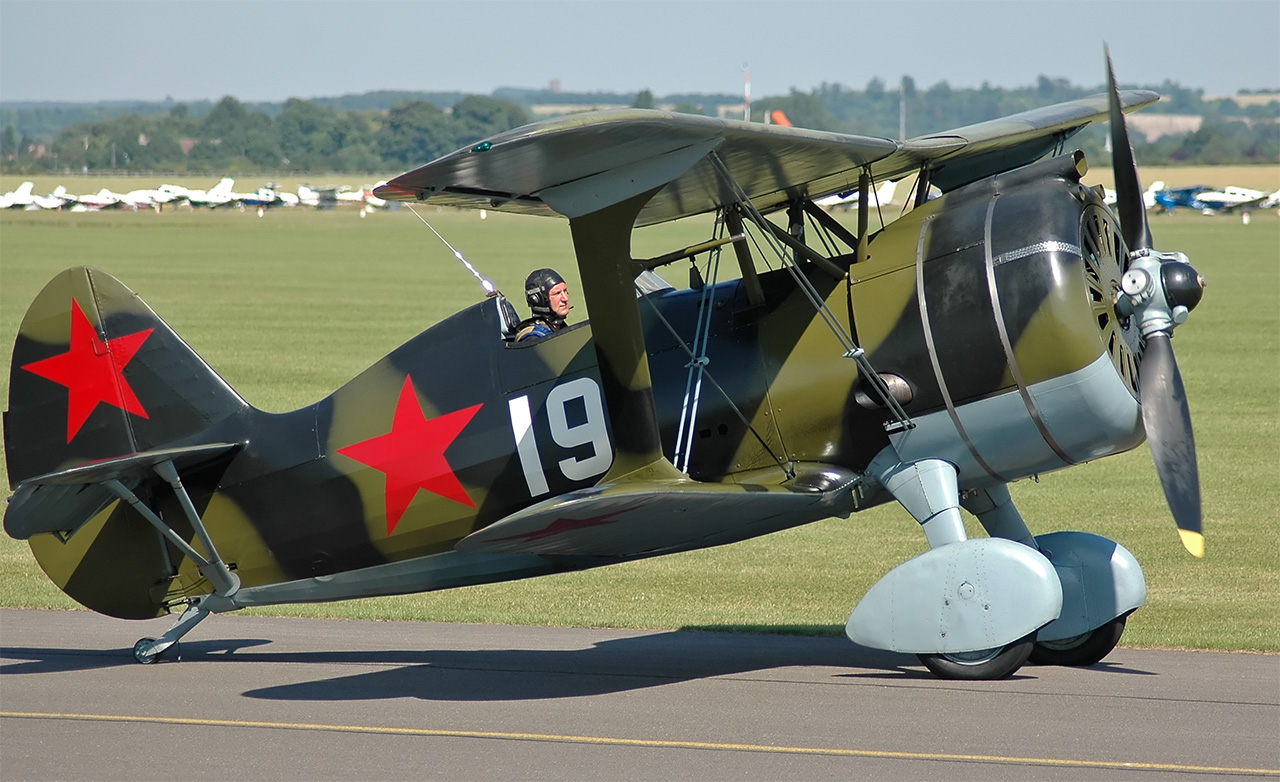
И-15 бис

45 истребительный авиационный полк сформирован 01 апреля 1938 года в Закавказском военном округе (г. Баку) на основе 120-й отдельной истребительной авиационной эскадрильи на самолётах И-16 и И-15 бис. Включён в состав 60-й авиационной бригады ВВС Закавказского военного округа.

## Переименование полка
45-й истребительный авиационный полк 17 июня 1943 года за образцовое выполнение боевых задач и проявленные при этом мужество и героизм на основании Приказа НКО СССР переименован в 100-й гвардейский истребительный авиационный полк.

## В действующей армии
В составе действующей армии:

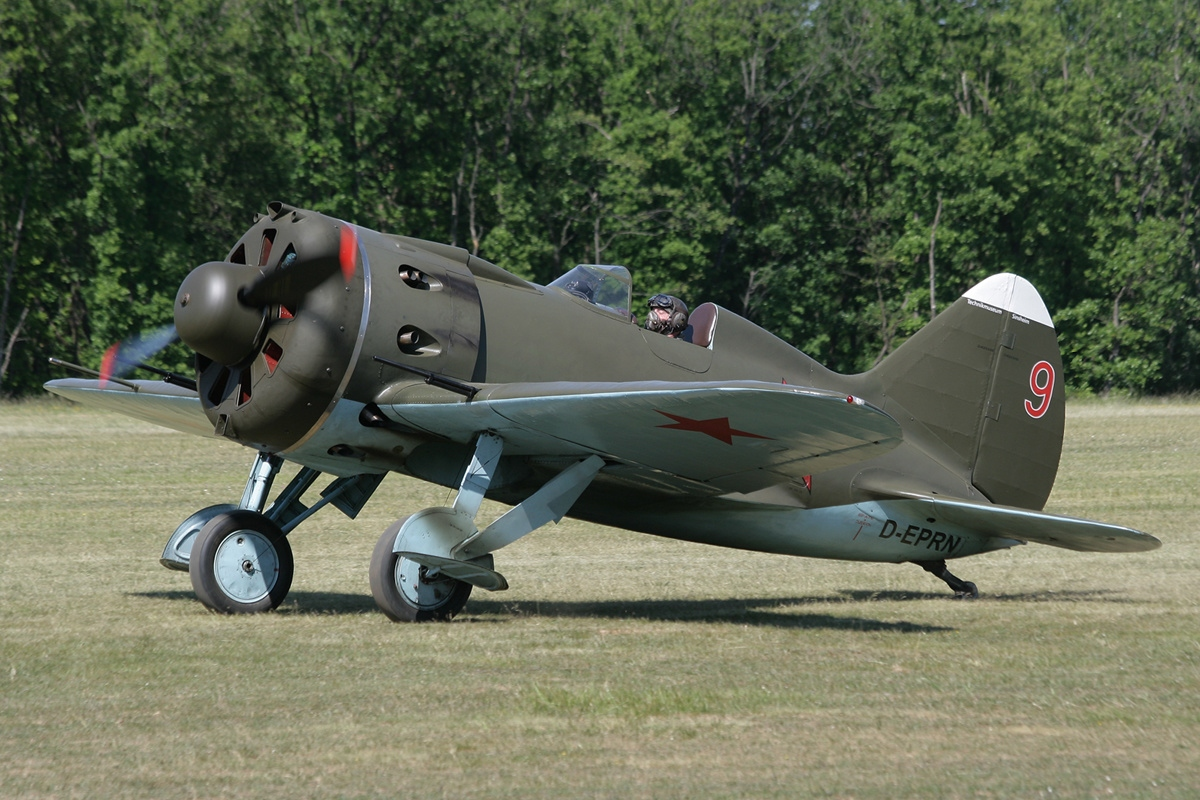
И-16

- с 10 января 1942 года по 20 октября 1942 года
- с 26 февраля 1943 года по 17 июня 1943 года

## Командиры полка
- полковник Татанашвили Евстафий Захарович[3] 09.1938 — 10.1938
- майор, подполковник Дзусов Ибрагим Магометович[4], 25.04.1939 — 17.05.1943
- майор Барей Сахабутдинович Сайфутдинов[4], 17.05.1943 — 02.10.1943
- майор, подполковник Лукьянов Сергей Иванович[4], 02.10.1943 — 31.12.1945

## В составе соединений и объединений
| Период        | Фронт (округ)                             | армия                                                                       | дивизия                                            | примечание |
| ------------- | ----------------------------------------- | --------------------------------------------------------------------------- | -------------------------------------------------- | --- |
| 01.04.1938 г. | Закавказский военный округ                | ВВС округа                                                                  | 60-я авиационная бригада                           | И-16, И-15 бис |
| 31.07.1940 г. | Закавказский военный округ                | ВВС округа                                                                  | 27-я истребительная авиационная дивизия            | И-16, И-15 бис |
| 01.05.1941 г. | Закавказский военный округ                | ВВС округа                                                                  | 27-я истребительная авиационная дивизия            | Як-1 |
| 25.08.1941 г. | Закавказский фронт                        | ВВС фронта                                                                  | группа авиации в Северном Иране                    | Як-1 |
| 22.10.1941 г. | Закавказский фронт                        | 8-й истребительный авиационный корпус ПВО                                   |                                                    | Як-1 |
| 10.01.1942 г. | Крымский фронт                            | ВВС фронта                                                                  | 72-я истребительная авиационная дивизия            | Як-1 |
| 15.04.1942 г. | Крымский фронт                            | ВВС фронта                                                                  |                                                    | Як-1 |
| 12.05.1942 г. | Северо-Кавказский фронт                   | ВВС фронта                                                                  | 236-я истребительная авиационная дивизия           | Як-1 |
| 10.06.1942 г. | Северо-Кавказский фронт                   | Командование Севастопольским оборонительным районом ВВС Черноморского флота |                                                    | Як-1 |
| 28.06.1942 г. | Северо-Кавказский фронт                   | 5-я воздушная армия                                                         | 236-я истребительная авиационная дивизия           | Як-1 |
| 11.07.1942 г. | Южный фронт                               | 4-я воздушная армия                                                         | 230-я штурмовая авиационная дивизия                | Як-1 |
| 26.07.1942 г. | Закавказский фронт, Северная группа войск | 4-я воздушная армия                                                         | 216-я истребительная авиационная дивизия           | Як-1 |
| 20.09.1942 г. | Закавказский фронт                        | ВВС фронта                                                                  | 25-й запасной истребительный авиационный полк      | г. Аджикабул АзССР, переучился на Р-39 «Аэрокобра» и Curtiss P-40 Киттихаук (две эскадрильи на Р-39, одна — на «Киттихаук») |
| 26.02.1943 г. | Северо-Кавказский фронт                   | 4-я воздушная армия                                                         | 216-я смешанная авиационная дивизия                | Р-39 «Аэрокобра», Curtiss P-40 Киттихаук                                                                                    |
| 17.06.1943 г. | Северо-Кавказский фронт                   | 4-я воздушная армия                                                         | 9-я гвардейская истребительная авиационная дивизия | Р-39 «Аэрокобра» |

## Участие в сражениях и битвах
- Иранская операция — с 25 августа 1941 года по 17 сентября 1941 года
- Оборона Севастополя — с 10 января 1942 года по 15 апреля 1942 года.
- Керченско-Феодосийская десантная операция — с 10 января 1942 года по 15 апреля 1942 года.
- Боевые действия на Керченском полуострове — с 28 января 1942 года по 15 апреля 1942 года.
- Оборона Севастополя — с 10 июня 1942 года по 28 июня 1942 года
- Керченская оборонительная операция — с 7 мая 1942 года по 12 мая 1942 года.
- Воронежско-Ворошиловградская операция — с 11 июля 1942 года по 24 июля 1942 года.
- Донбасская операция — с 11 июля 1942 года по 24 июля 1942 года.
- Северо-Кавказская наступательная операция — с 11 июля 1942 года по 26 июля 1942 года
- Армавиро-Майкопская операция — с 6 августа 1942 года по 17 августа 1942 года.
- Моздок-Малгобекская операция — с 1 сентября 1942 года по 20 сентября 1942 года.
- Воздушные сражения на Кубани — с апрель 1943 года по июнь 1943 года

## Первая победа в воздушном бою
Первая известная воздушная победа полка в Отечественной войне одержана 29 января 1942 года: лейтенант Шаренко В. Д. в воздушном бою в районе пос. Багерово сбил немецкий бомбардировщик He-111.

## Отличившиеся воины полка

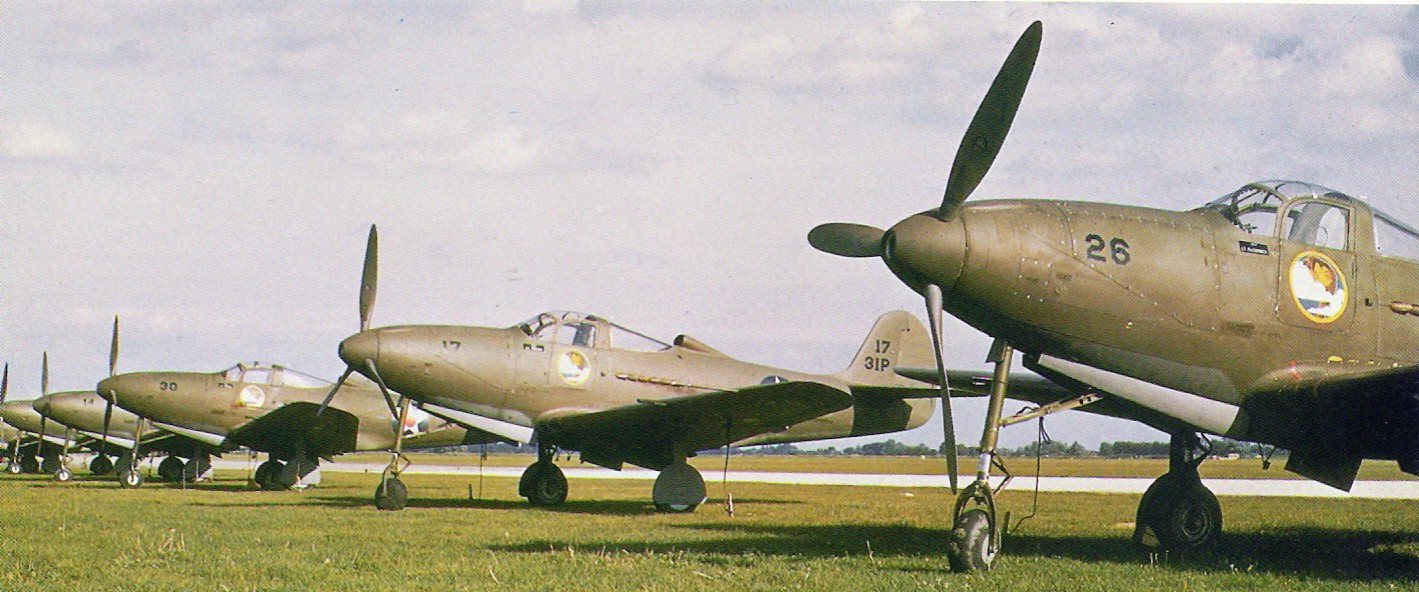
Р-39 Аэрокобра

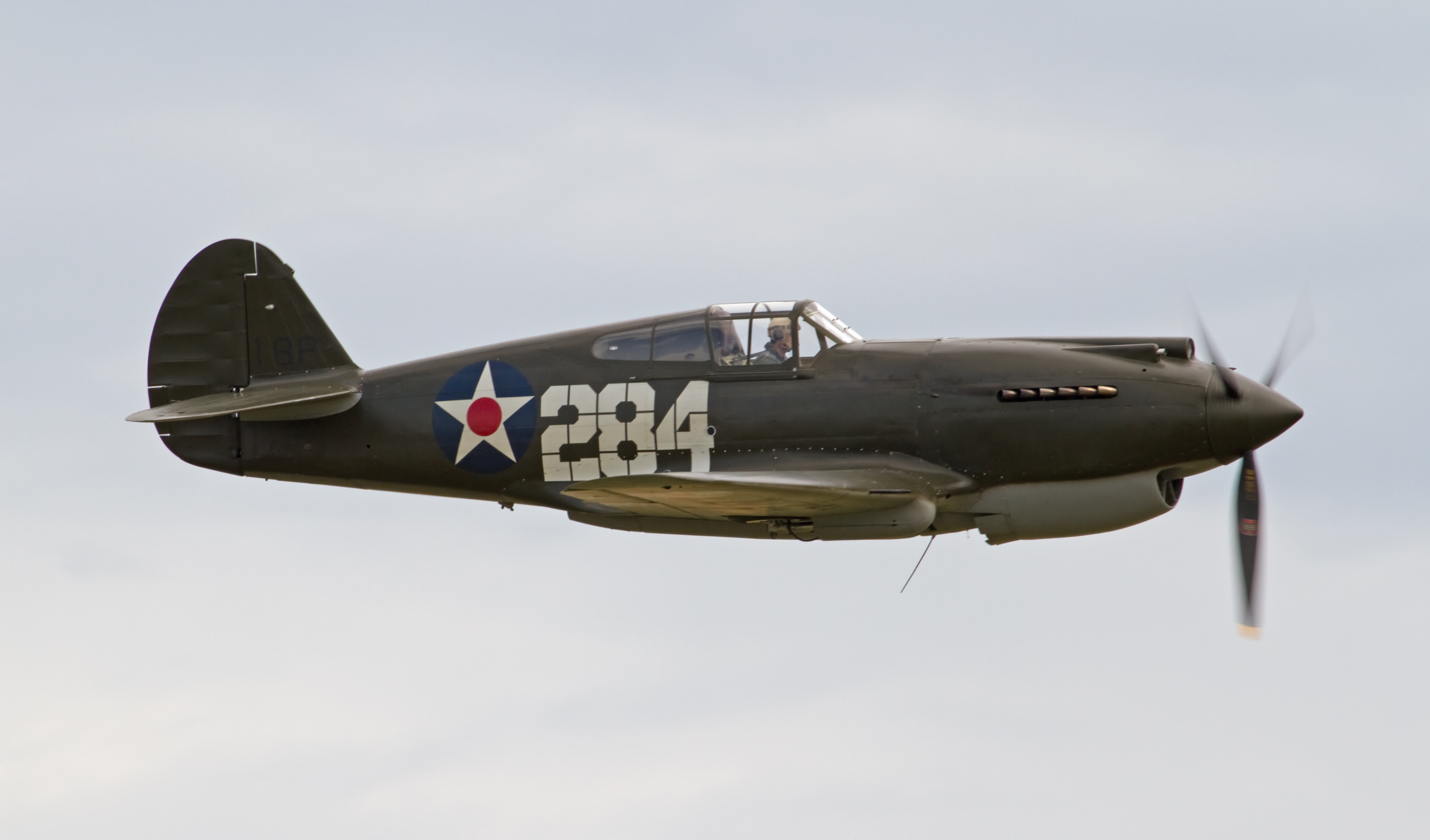
Curtiss P-40 Киттихаук

- Берестнев Павел Максимович, старший лейтенант, заместитель командира эскадрильи 45-го истребительного авиационного полка 216-й смешанной авиационной дивизии 4-й воздушной армии Указом Президиума Верховного Совета СССР от 24 мая 1943 года удостоен звания Герой Советского Союза. Золотая Звезда № 990.
- Глинка Борис Борисович, лейтенант, адъютант эскадрильи 45-го истребительного авиационного полка 216-й смешанной авиационной дивизии 4-й воздушной армии Указом Президиума Верховного Совета СССР от 24 мая 1943 года удостоен звания Герой Советского Союза. Золотая Звезда № 991.
- Глинка Дмитрий Борисович, старший лейтенант, помощник по Воздушно-Стрелковой Службе командира 45-го истребительного авиационного полка 216-й смешанной авиационной дивизии 4-й воздушной армии 24 апреля 1943 года удостоен звания Герой Советского Союза. Золотая Звезда № 906.
- Коваль Дмитрий Иванович, лейтенант, старший лётчик 45-го истребительного авиационного полка 216-й смешанной авиационной дивизии 4-й воздушной армии Указом Президиума Верховного Совета СССР от 24 мая 1943 года удостоен звания Герой Советского Союза. Посмертно.
- Кудря Николай Данилович, младший лейтенант, старший лётчик 45-го истребительного авиационного полка 216-й смешанной авиационной дивизии 4-й воздушной армии Указом Президиума Верховного Совета СССР от 24 мая 1943 года удостоен звания Герой Советского Союза. Золотая Звезда не вручена в связи с гибелью.
- Лавицкий Николай Ефимович, капитан, командир звена 45-го истребительного авиационного полка 216-й истребительной авиационной дивизии 4-й воздушной армии Северо-Кавказского фронта Указом Президиума Верховного Совета СССР от 24 августа 1943 года удостоен звания Герой Советского Союза. Золотая Звезда № 1133.